# Dąbrówka (Zendek)
Dąbrówka – część wsi Zendek położona w województwie śląskim, w powiecie tarnogórskim, w gminie Ożarowice.
W latach 1975–1998 miejscowość administracyjnie należała do województwa katowickiego.

## Komunikacja
Na terenie Dąbrówki znajdują się przystanki autobusowe Zendek I nż i Zendek II, na których zatrzymują się autobusy organizowane przez Zarząd Transportu Metropolitalnego na liniach:
- 103 (Tąpkowice Szkoła – Strąków Pętla – Ożarowice Urząd Gminy),
- 179 (Tarnowskie Góry Dworzec – Siedliska),
- 646 (Sadowie Daleka – Tąpkowice Szkoła),
- 717 (Tąpkowice Szkoła – Zendek Rozwidlenie – Strąków Pętla – Świerklaniec Park).